# 리본돌

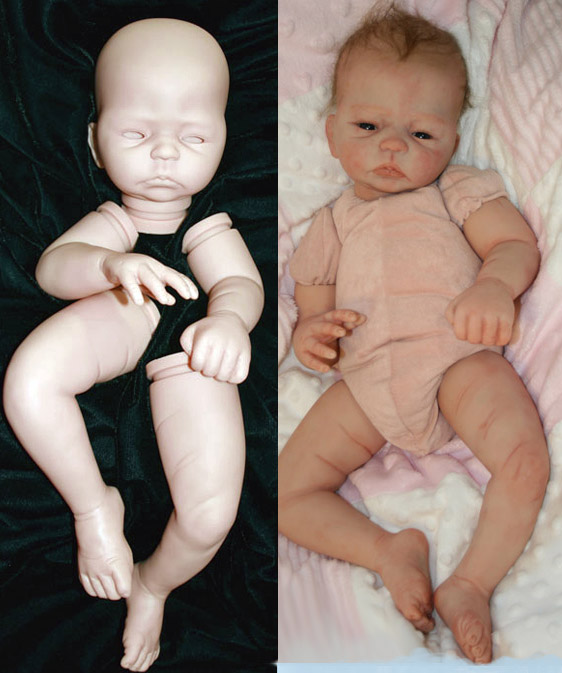
나란히 표시된 비닐 인형 키트(도색되지 않은 부품 및 천 본체에 도색된 리본돌)

리본돌(reborn doll, 다시 태어난 인형)은 빈 키트로 만든 손으로 만든 미술 인형 또는 예술가가 인간의 유아와 최대한 비슷하게 변형시킨 제작 인형을 말한다. 리본돌을 만드는 과정을 리보닝(reborning)이라 하고, 인형작가를 리보너(reborner)라고 한다. 리본돌은 실물 인형 또는 리본 베이비돌(reborn baby doll)로도 알려져 있다.
리본 베이비돌을 만드는 취미는 인형 마니아들이 좀 더 현실적인 인형을 원하던 1990년대 초반부터 시작됐다. 이후 리본돌을 둘러싼 산업과 커뮤니티가 등장했다. 리본돌은 주로 온라인으로 구매하지만 박람회에서 구매할 수도 있다. 장인의 기술에 따라 가격은 수백 달러에서 수천 달러까지 다양하다.
리보닝에는 시간이 많이 걸리는 수많은 단계가 포함된다. 프로세스의 가장 기본적인 형태는 비닐 인형을 가져와 손으로 칠한 여러 레이어의 페인트를 추가하고 인형에 기타 물리적 특징을 추가하는 것이다. 아티스트는 자신이 만들고 싶은 인형에 가장 잘 어울리는 다양한 브랜드를 선택할 수 있다. 소비자는 자신만의 리본 인형을 만들기 위한 인형 부품과 소모품이 포함된 리본 인형 키트를 구입할 수도 있다. 키트로 인형을 만드는 것을 신생아라고 하며 아티스트는 제작 과정에서 일부 단계를 생략할 수 있다. 인형을 더욱 현실적으로 보이게 하려면 환생의 외부 및 내부 수정에 많은 공급품이 필요하다.
리본돌의 일부 소비자는 잃어버린 아이에 대한 슬픔을 극복하기 위해 이를 사용하거나 성장한 아이의 초상화 인형으로 사용한다. 다른 사람들은 일반 인형처럼 리본돌을 수집한다. 이 인형들은 때때로 마치 유아인 것처럼 가지고 놀기도 한다. 비평가들은 리본돌이 해로운지, 아니면 이 인형이 애도 과정에 도움이 될 수 있는지에 대해 논쟁을 벌이다. 리본돌은 현실적인 외모 때문에 실제 아기로 오인되기도 하고, 행인들의 신고로 경찰에 신고돼 주차된 차에서 '구출'되기도 했다.

## 같이 보기
- 불쾌한 골짜기